# Els invents al cinema
Des del naixement del cinema com a espectacle el 28 de desembre de 1895 a París, hi ha hagut una sèrie d'invents o innovacions que han permès fer evolucionar allò que anomenem el setè art.

## Formats cinematogràfics
Els formats cinematogràfics són el conjunt d'eines que s'utilitzen per fer arribar les pel·lícules a les sales cinematogràfiques, televisors, ordinadors o qualsevol medi per veure vídeo. Aquestes eines van des de la càmera que s'utilitza per filmar com la òptica o els sistemes de reproducció.

### El cinema mut
El format que es va utilitzar durant l'època del cinema mut va ser el de 35 mm amb un Aspect Ratio de 1.33:1, tot i que els pioners com Edison o els germans Lumière no utilitzaven aquests formats.

### Academy Standard Flat
L'any 1927 amb el naixement del cinema sonor es va haver de reduir l'amplada disponible per introduir la pista de so. Al començament el Aspect Ratio de la imatge va canviar a 1.25:1. Entre els anys 1927 i 1931 van conviure diversos formats com el mencionat 1.25:1, el 1.17:1 – 1.19:1, utilitzat per Fritz Lang a M, el vampiro de Dusseldorf, i 1.133:1 que encara utilitzaven autors que encara filmaven sense so. L'any 1931 la indústria de Hollywood va arribar a un acord per estandarditzar el format i van establir el ratio 1.37:1 i es va anomenar com Academy Standard Flat.

### Cinerama
Aquest format va sorgir d'altres com el Cineorama, que consistia en 10 projectors sincronitzats, els quals formaven una pantalla que envoltava al públic. Va ser prohibit degut al risc d'incendi. Més tard, al 1927, la pel·lícula Napoleó va ser filmada per ser reproduïda mitjançant el sistema Polyvision, que consistia en reproduir 3 imatges alhora.
Cinerama va ser el format inventat per Fred Waller l'any 1952 quan es va projectar el documental Esto es Cinerama, que va ser produït per Michael Todd. Amb pel·lícules de 35mm es filmava amb 3 càmeres a la vegada i que després eren projectades també alhora sobre una pantalla gegant i corba, cosa que produïa un efecte envolvent. La pel·lícula es projectava a 26 imatges per segon i el so tenia 7 pistes magnètiques independents. Un dels principals motius pels quals no va triomfar aquest format és l'alt cost de les produccions, tant al rodar com al projectar.

### Cinemascope
Inventat per Henri Chrétien, consistia en comprimir la imatge verticalment al negatiu de 35 mm amb una lent anamòrfica. Al projectar la pel·lícula es necessitava una lent que reproduís l'efecte contrari respecte al de la lent amb la qual s'havia fet la filmació i que, a més, descomprimís la imatge tornant-la a la relació d'aspecte 2.66:1. Utilitzava 24 imatges per segon i quatre perforacions. Aquest format permetia a les sales projectar les pel·lícules tan sols adquirint la lent descompressora i una pantalla més ample, cosa que va fer que moltes sales estiguessin d'acord amb el canvi i tingués millor rebuda que el cinerama. Un dels principals problemes del cinemascope era la distorsió que es produïa al centre de la pantalla i que feia que la imatge es veiés lleugerament aplastada, per això durant molts anys es va intentar evitar els primers plans o, en tot cas, provar que aquests es traslladessin a un costat de l'encuadre.

### Panavision
Panavision Inc. va ser la companyia que, per encàrrec de la 20th Century Fox, va crear noves lents per arreglar els problemes que cinemascope tenia amb les lents. Va fer reduir la filmació de pel·lícules amb lents cinemascope fins que al 1967 es va rodar la última pel·lícula.

### Academy Standard Flat 1.66:1 / 1.85:1
Amb l'aparició del cinemascope es fan modificacions per adaptar el Academy Standard Flat i fer-ho panoràmic. Per aconseguir el format 1.85:1 existeixen dues tècniques: Hard-Matte i Soft-Matte.
- Hard-Matte: Aquesta tècnica no permet gravar a la part superior ni inferior de la imatge, la part que quedaria a les bandes negres de la imatge. Per projectar aquesta versió en format 1.33:1 s'utilitza la tècnica pan and scan, i es perd informació a cada costat de la imatge.
- Soft-Matte: Amb questa tècnica si que es permet gravar a la part superior i a la part inferior, cosa que permet projectar la pel·lícula mostrant totes dues parts, encara que no sigui el propòsit del director. Si es projecta aquesta versió amb format 1.33:1 es coneix amb el nom de open-matte.[1]

## So

### Vitaphone
El vitaphone va ser un sistema dissenyat per la companyia Bell Telephone Laboratories l'any 1926 que consistia en gravar per separat pel·lícula i banda sonora per després reproduir-los de manera sincronitzada.

### Dolby Stereo
El Dolby Stereo va ser inventat l'any 1975 pels laboratoris Dolby amb un sistema de reducció del soroll i un sistema de dos canals, que en realitat eren 4, d'àudio combinats en dos. D'aquesta manera s'aconseguien els canals dret, esquerre, central i surround.

## Càmeres de filmació

### Steadycam
A començament de la dècada dels 70 va ser el cineasta Garrett Brown amb la seva idea de fer un dispositiu que pogués suavitzar el moviment de les tomes filmades amb càmeres a ma. La primera pel·lícula on es va utilitzar va ser al 1976 a Camí a la glòria. Es va perfeccionar la tècnica a Rocky i anys més tard a The Shining.

### Technicolor
Les càmeres technicolor consistien en 3 bobines de cel·luloide a la vegada. Una de les bobines captava en una pel·lícula els colors blanc i negre i les altres dues captaven el blau i el vermell. Després, mitjançant un procés químic fotogràfic es fusionaven creant una sola pel·lícula que reproduïa els colors.

## Altres

### Acetat de cel·lulosa
L'acecat de cel·lulosa va ser un invent de Paul Schützenberger que va permetre crear el cel·luloide incombustible l'any 1940. Això va aconseguir fer més segur el cinema i que les copies duressin molt més temps.

### Real Flow
Real Flow va ser un software creat per la empresa espanyola Next Limit Technologies, que va guanyar l'Oscar tècnic l'any 2007, i que permetia crear fluids com l'aigua, gas, foc, fum, etc. Algunes pel·lícules que el van utilitzar van ser El senyor dels anells, 300 o Matrix.